# Campiglossa edwardsi
Campiglossa edwardsi är en tvåvingeart som först beskrevs av Munro 1957.  Campiglossa edwardsi ingår i släktet Campiglossa och familjen borrflugor.
Artens utbredningsområde är Uganda. Inga underarter finns listade.